# Радченко Максим Віталійович
Максим Віталійович Радченко (нар. 4 квітня 2004, Україна) — український футболіст, атакувальний півзахисник «Олександрії».

## Життєпис
Вихованець ДЮСШ міста Васильків. У ДЮФЛУ з 2016 по 2022 рік виступав за столичні колективи «Зміна-Оболонь» та «ОФКІП-Полісся», а також за «Олександрію». У сезоні 2021/22 років дебютував за олександрійців у юніорському чемпіонаті України. З середини квітня по початок червня 2022 року грав за резерну команду будапештського МТК.
На початку червня 2022 року повернувся до «Олександрії». Вперше до заявки головної команди потрапив 7 травня 2023 року на нічийний (1:1) домашній поєдинок 25-го туру Прем'єр-ліги України проти донецького «Шахтаря», але на поле так і не вийшов. У сезоні 2023/24 років знову виступав в юніорському чемпіонаті України. Напередодні старту сезону 2024/25 років потрапив до заявки відродженої «Олександрії-2». На професійному рівні дебютував за резервну команду олександрійців 8 серпня 2024 року в переможному (2:1) виїзному поєдинку 1-го туру групи Б Другої ліги України проти «Гірника-Спорту». Максим вийшов на поле в стартовому складі та відіграв увесь матч. Першим голом на дорослому рівні відзначився 27 жовтня 2024 року на 74-й хвилині переможного (4:0) домашнього поєдинку 12-го туру групи Б Другої ліги України проти вінницької «Ниви». Радченко вийшов на поле в стартовому складі та відіграв увесь матч.
За першу команду «Олександрії» дебютував 30 жовтня 2024 року в переможному (4:1) виїзному поєдинку 1/8 фіналу кубку України проти ЮКСА. Максим вийшов на поле на 79-й хвилині замість Родіона Плакси.